# Baekduia soli
Baekduia soli es una especie de  bacteria grampositiva del género Baekduia. Fue descrita en el año 2019. Su etimología hace referencia a suelo. Es aerobia. Tiene un tamaño de 0,8 μm de ancho por 1,1 μm de largo. Forma colonias circulares y blancas. Catalasa y oxidasa positivas. Temperatura de crecimiento óptima entre 25-30 °C. Crece en agar R2A pero no en TSA ni MacConkey. Tiene un contenido de G+C de 73,9%. Se ha aislado del suelo en un campo de ginseng en el monte Baekdu, China. 